# پرچم مولداوی
پرچم مولداوی برای اولین بار در ۲۷ آوریل ۱۹۹۰ به رسمیت شناخته شد. به‌عنوان پرچم ملی و نشان ملی شناخته می‌شود و همچنین دارای تناسب ۱:۲ می‌باشد. این پرچم دارای سه نوار عمودی قرمز، زرد و آبی تشکیل شده‌است.

## نگارخانه